# منزل فارسي
منزل الفارسي مدينة تابعة لولاية المنستير بالساحل التونسي. يبلغ عدد سكانها 3048 نسمة طبقا لإحصاء عام 2004. وهي مقر بلدية.